# Sylvania (Ohio)
Pour les articles homonymes, voir Sylvania.
Sylvania est une ville américaine du comté de Lucas dans l'Ohio. C'est une ville de la banlieue de Toledo qui comptait 18 670 habitants en 2000.
C'est à Sylvania que se trouve le parcours de golf du Highland Meadows Golf Club où se tient depuis 1987 le tournoi féminin de la LPGA, le Jamie Farr Owens Corning Classic.